# Ardea purpurea
La garza imperial (Ardea purpurea) es una especie de ave pelecaniforme de la familia Ardeidae propia del África subsahariana, el sur, centro y este de Europa, y Asia meridional y oriental. Es un ave acuática pescadora que habita en humedales con aguas someras y vegetación densa circundante.

## Descripción

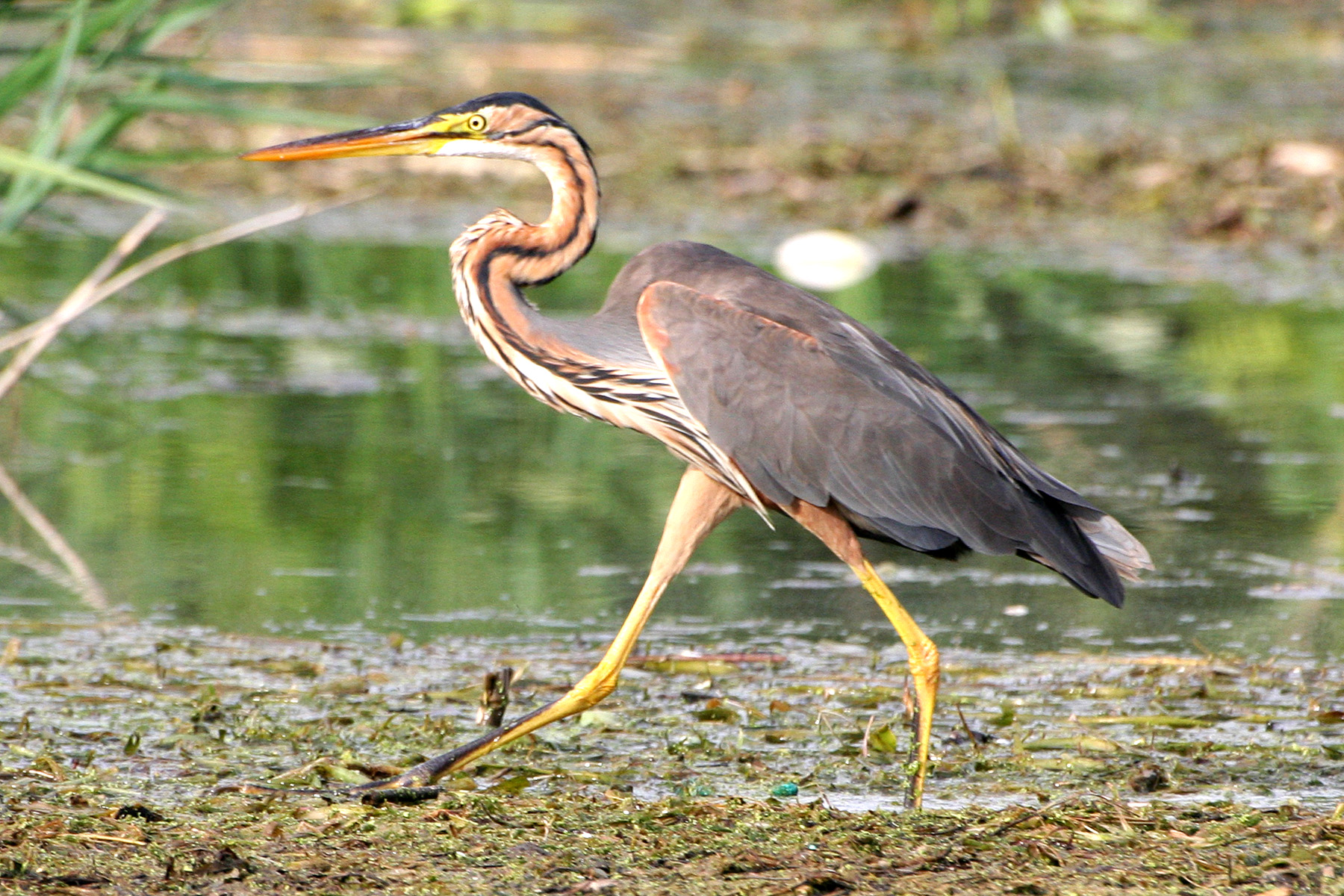
Ejemplar en Italia.

La garza imperial es un ave de gran tamaño, que mide 78-97 cm de largo, con una altura de 70 a 94 cm y una envergadura lar de 120–152 cm. Sin embargo es muy esbelta, y para su tamaño solo pesa entre 0,5 y 1,35 kg. Es un poco más pequeña que la garza real, de la que además puede distinguirse por su plumaje más de tonos pardo rojizos de sus laterales, y en los adultos su espalda gris más oscura. Los adultos de garza imperial tienen la frente y el píleo negros, y una lista oscura les recorre la parte posterior del cuello desde la espalda hasta la nuca, donde les cuelga una pequeña cresta. Esta cresta posterior es más pequeña que la de la garza real y no sobrepasa los 140 cm. los laterales de su cabeza y cuello son de color crema rojizo, con una lista oscura a ambos lados y que recorre todo el cuello. Su manto es parduzco y las plumas de parte superior de la zona escapular son alargadas, pero no las de la parte inferior. El resto de sus partes superiores son de un color gris parduzco, incluida la cola. La parte frontal de su cuello es más clara que los laterales y tiene algunas plumas largas en la base del cuello que están veteadas en blanco, castaño y negro. Su pecho es castaño rojizo con los laterales negruzcos, y su vientre y coberteras inferiores de la cola son negros. Su largo pico es amarillo parduzco, y es recto y puntiagudo y de tonos más intensos en los adultos en la época de cría. El iris de sus ojos es amarillo y sus patas son parduzcas en la parte frontal y amarillentas por detrás.
Se diferencia de la garza real (Ardea cinerea) por su coloración general más oscura, y tener sus pies y pico más largos, así como por su menor tamaño corporal y su silueta más grácil. Su cuello es más fino y su cuello parece más hendido. Suele extender el cuello con más frecuencia que la garza real, e incluso los polluelos suelen mantener esa postura.
Su graznido es un áspero frarnk, pero es más bajo y menos agudo que el de la garza real. Generalmente es un ave silenciosa, aunque suele emitir ruido guturales en sus colonias.

## Taxonomía

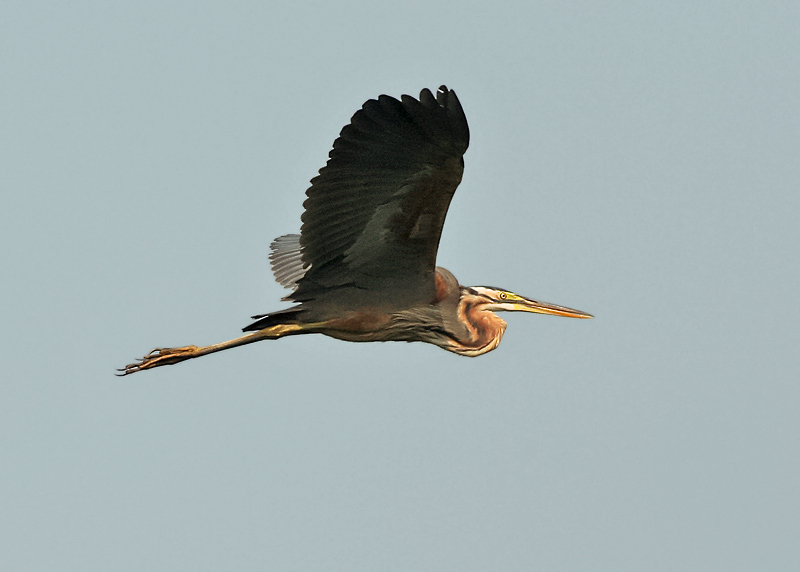
Garza imperial volando en la India.

La garza imperial se clasifica en el género Ardea, perteneciente a la familia de las garzas, Ardeidae. A su vez, las garzas se clasifican en el orden Pelecaniformes, junto a otras cuatro familias de aves acuáticas: Pelecanidae (pelícanos), Threskiornithidae (ibis y espátulas), Balaenicipitidae (picozapato) y Scopidae (ave martillo). La garza imperial como la mayoría de las garzas actuales pertenece a la subfamilia Ardeinae, que incluye a las garzas típicas (Ardea), garcillas, garcitas, martinetes y afines.
La garza imperial fue descrita científicamente por Carlos Linneo en 1766 en la duodécima edición de su obra Systema naturae, con el mismo nombre que en la actualidad, Ardea purpurea, que significa «garza púrpura». Se reconocen cuatro subespecies diferenciadas de garza imperial:
- A. p. purpurea Linnaeus, 1766 – la subespecie nominal que cría desde Europa occidental a Asia central, y pasa el invierno en el África subsahariana;
- A. p. bournei de Naurois, 1966 – ocupa únicamente las islas de Cabo Verde;
- A. p. madagascariensis van Oort, 1910 – endémica de Madagascar;
- A. p. manilensis Meyen, 1834 – se extiende por el sur y este de Asia, llegando al krai de Primorie (Rusia), Filipinas y las islas de la Sonda.

## Distribución y hábitat

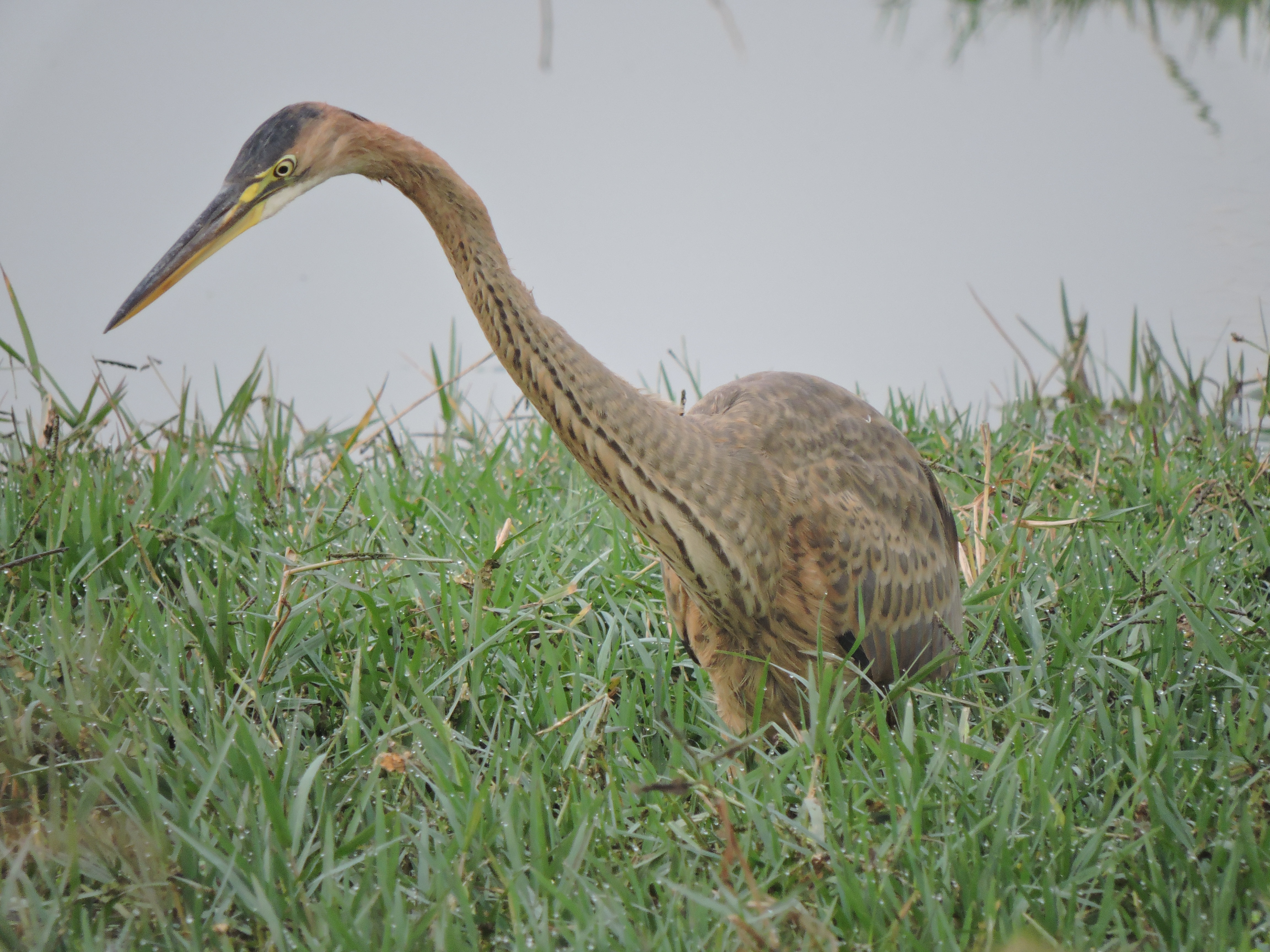
Garza imperial en Bakarpur, Mohali, Punjab, India.

La garza imperial se extiende por Eurasia y África, y cría tanto en Europa y Asia como en África. El área de distribución de la subespecie occidental se extiende desde el sur de España y el norte de África, por todo el sur y este de Europa llegando hasta el lago Baljash en Kazajistán; y hay una población separada en Pakistán. Además ocupa la mayor parte del África subsahariana, y cría desde Senegal, hasta la costa este de África y Madagascar. La raza oriental se extiende desde el subcontiente indio hasta China y las Filipinas, llegando por el norte hasta la cuenca de los ríos Amur y Ussuri alrededor del paralelo 49°N. La subespecie meridional está restringida a Madagascar. Existe una pequeña población de garza imperial en las islas de Cabo Verde que constitu una subespecie separada.
Entre agosto y octubre, la población occidental migra al sur hacia el África tropical, y regresa al norte en marzo. Se ha registrado que una pequeña población pasa el invierno en Baluchistán. Las garzas imperiales a veces pasan de largo su área de distribución normal en su viaje de retorno, y divagan por el norte de Europa. La población oriental es principalmente sedentaria, aunque las garzas que viven más al norte se desplazan al sur hasta Corea, Tailandia y Malasia. Las garzas imperiales africanas son sedentarias.
Las garzas imperiales habitan en los pantanos, lagunas y lagos rodeados de vegetación densa. Pueden visitar los manglares de la costa, pero generalmente eligen para vivir masas de agua dulce, en especial aquellas con presencia de carrizales (Phragmites). También frecuenta las marismas, orillas de los ríos, las acequias y canales. En las islas de Cabo Verde, es más probable observarlas en las laderas áridas despejadas.

## Comportamiento
Es un ave sigilosa, que pasa menos tiempo al descubierto que la garza real, y suele deambular entre los carrizales. Sus largos dedos le facilitan caminar sobre la vegetación flotante, y también mantenerse sobre los arbustos de forma similar sin necesidad de agarrarse de las ramas. Casi nunca se posa en los árboles, y prefiere descansar en lugares más cerca del suelo.

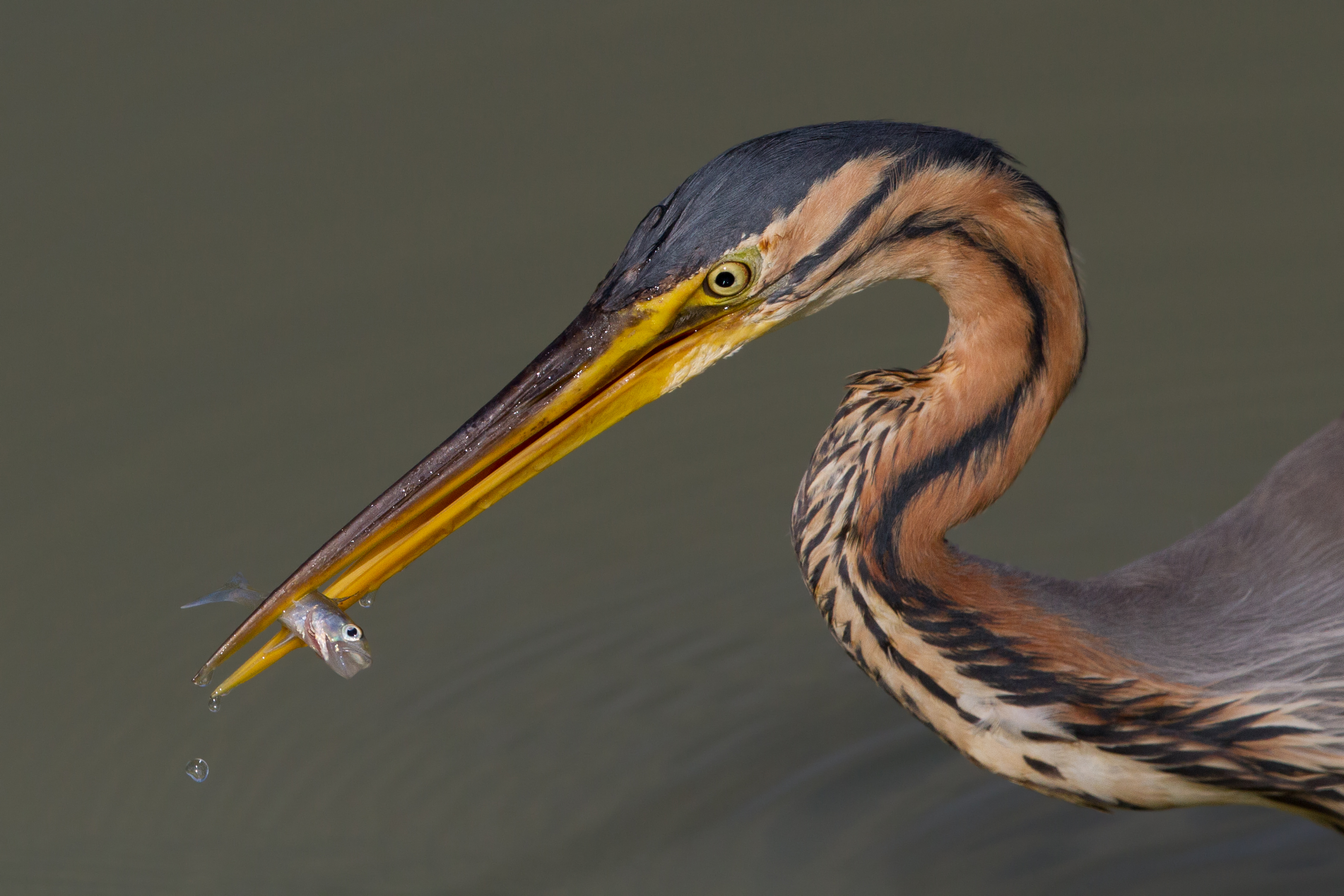
Las garzas imperiales suelen pescar entre los carrizales de aguas someras.

La garza imperial es más activa al amanecer y al anochecer, y descansa junto a otras aves en el periodo central del día y por la noche, pero incrementa su actividad diurna cuando está criando a sus polluelos. 
La garza imperial vuela lenta y pausadamente. Mientras vuela suele mantener el cuello retraído y las patas estiradas hacia atrás sobresaliendo mucho detrás de su cola. Esta característica del vuelo de las garzas las distingue de las cigüeñas, grullas y espátulas que mantienen el cuello estirado cuando vuelan.

### Alimentación
La garza imperial se alimenta en aguas someras, arponeando a sus presas con su potente pico. A veces espera quieta a que se acerquen sus presas, y otras se acerca lenta y sigilosamente a sus víctimas. Su dieta se compone principalmente de peces, anfibios y pequeños mamíferos, pero también comen polluelos de aves, serpientes, lagartijas, crustáceos, caracoles de agua, insectos y arañas. Los escarabajos terrestres son los insectos que más capturan, seguidos de los escarabajos acuáticos, y también consumen larvas acuáticas, saltamontes, libélulas, abejas y moscas.
Su alimentación se compone principalmente de que captura en aguas someras.

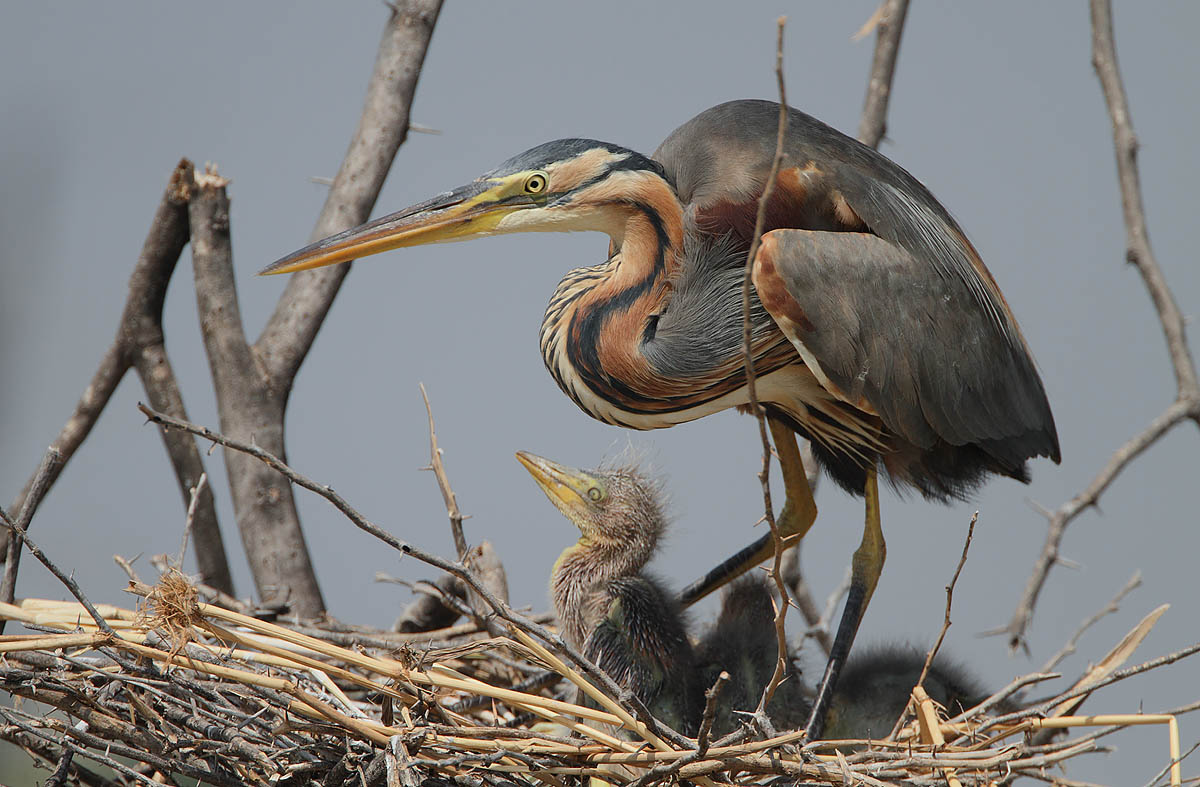
Adulto con sus crías en el lago Baringo, valle del Rift, Kenia.

### Reproducción
El periodo de cría tiene lugar entre abril y agosto. Las garzas imperiales generalmente crían en colonias, pero a veces lo hacen en solitario. A veces forman colonias mixtas asociadas con otras especies de garzas como la garza goliat (Ardea goliath) o la garza real. Los emplazamientos elegidos para la cría son los carrizales, cañaverales y matorrales bajos cercanos a grandes lagos o humedales extensos. 

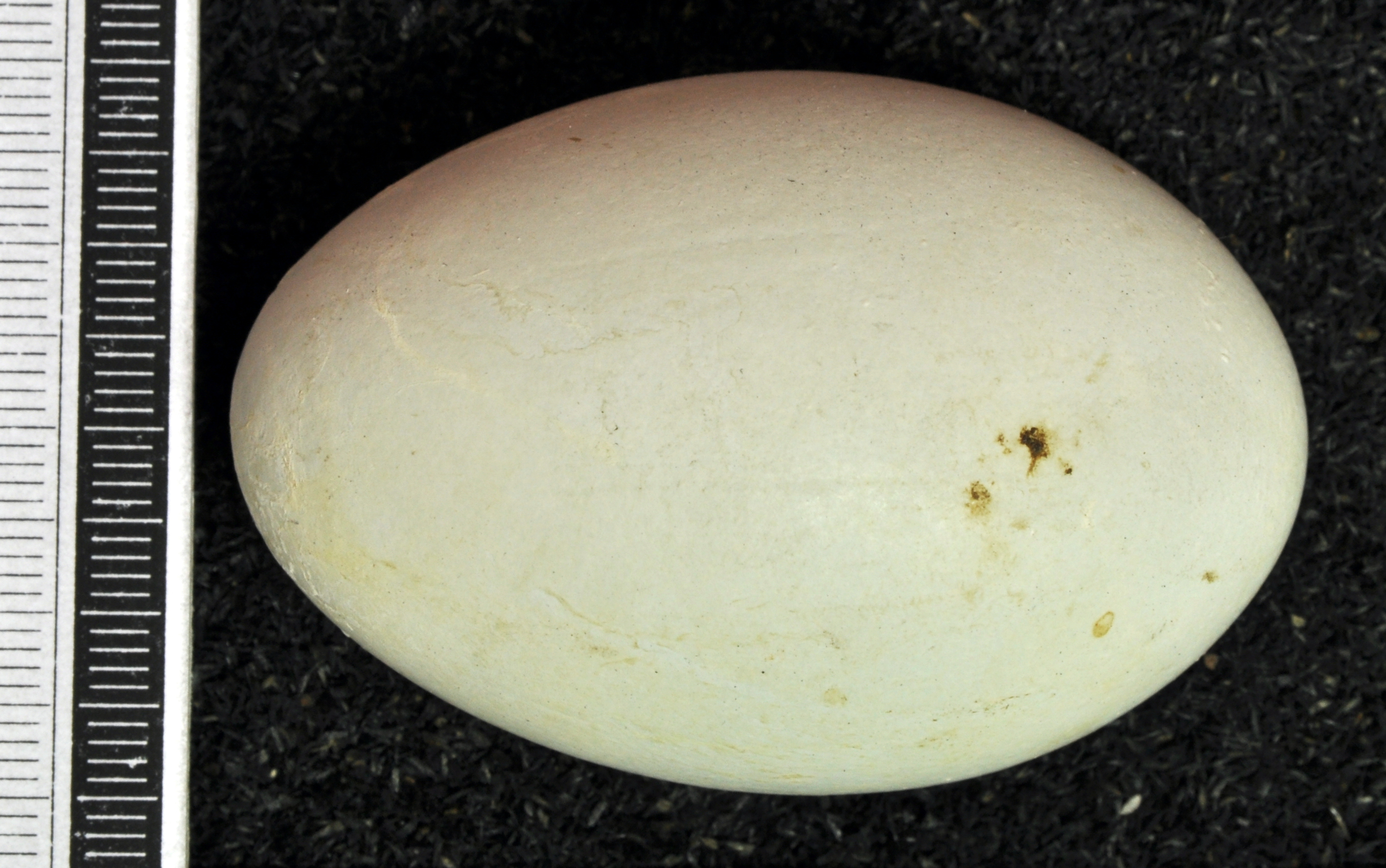
Huevo de la colección del museo Wiesbaden.

Construyen nidos voluminos compuestos por juntos y palos o cualquier otro material vegetal disponible amontonado descuidadamente. La hembra realiza una única puesta, de 4 a 5 huevos, aunque ocasionalmente se encuentran siete u ocho huevos en un solo nido, pero estas grandes puestas suelen ser resultado de la puesta de dos hembras en el mismo lugar. Los huevos son blanquecinos con ligeros tonos verdes azulados, y miden de media 56x45 mm. La puesta se realiza con intervalos de tres días entre cada huevo, y la incubación puede empezar con la puesta del primer huevo o cuando se ha completado la puesta. Ambos progenitores comparten la tarea de incubación, y ésta dura entre 24 y 28 días, y también ambos cuidan de los polluelos. Cuando el adulto les trae alimento lo regurgita de su buche arrojándolo en el nido cerca de los polluelos o directamente en el pico de estos. Los polluelos se desarrollan en unas seis semanas y se hacen independientes a los dos meses. Entonces se alejan de lugar de nacimiento alejándose mucho.

## Estado de conservación
Se estima que la población mundial total de garza imperial consta de entre 270.000 y 570.000 individuos, aunque su población probablemente está descendiendo lentamente. La Unión Internacional para la Conservación de la Naturaleza la clasifica como especie bajo preocupación menor porque su tasa de declive no es suficiente para que se considere en peligro. La principal amenaza para la especie es el drenaje y las perturbaciones de los humedales en los que habita, en particular la destrucción de los carrizales. La garza imperial es una de las especies a las que se les aplica el Acuerdo para la conservación de aves acuáticas migratorias africanas-eurasiáticas (AEWA).